# Araguacema
Araguacema est une municipalité brésilienne située dans l'État du Tocantins.